# Apatelodes hierax
Apatelodes hierax is een vlinder uit de familie van de Apatelodidae. De wetenschappelijke naam van de soort is voor het eerst geldig gepubliceerd in 1924 door Paul Dognin.